# Суцільність гірських порід
Суцільність гірських порід — одна з властивостей, яка характеризує механічні властивості гірських порід.
Поняття «суцільність гірських порід» запропоновано для оцінки структурного стану гірських порід, які, виходячи зі ступеня придатності внутрішньоструктурних порушень (тріщин, пор, поверхонь пухкого контакту зерен тощо), передають усередину породи тиск зовнішнього рідинного чи газового середовища. Суцільність гірських порід визначається такими текстурними ознаками як пористість і тріщинуватість.
Розділяють чотири категорії суцільності гірських порід:
- до першої категорії суцільності належать породи, всередину яких може проникнути вихідний глинистий розчин;

- до другої — породи, всередину яких проникає як рідина, так і тверді (глинисті) частинки;

- до третьої — породи, всередину яких передається тиск тільки малов'язкої рідини (типу води);

- до четвертої — суцільні породи, всередину яких зовнішній гідравлічний тиск не передається.